# Зак Веренскі
Закарі Веренскі (англ. Zachary "Zach" Werenski; 19 липня 1997, м. Гросс-Пойнт, США) — американський хокеїст, захисник. Виступає за клуб НХЛ Колумбус Блю-Джекетс.
Виступав за Мічиганський університет (NCAA).
У складі молодіжної збірної США учасник чемпіонату світу 2015.

## Досягнення
- Перша команда всіх зірок НХЛ — 2025.